# Svømning under sommer-OL 2016
Svømning under Sommer-OL 2016 fandt sted i Olympic Aquatics Stadium i perioden 6. august – 13. august 2016 og ved Fort Copacabana for konkurrencen vedrørende svømning i åben vand den 16. august 2016.

## Medaljer
| Placering | Land           | Guld | Sølv | Bronze | Total |
| --------- | -------------- | ---- | ---- | ------ | ----- |
| 1         | USA            | 16   | 8    | 9      | 32    |
| 2         | Australien     | 3    | 4    | 3      | 9     |
| 3         | Ungarn         | 3    | 2    | 2      | 7     |
| 4         | Japan          | 2    | 2    | 3      | 7     |
| 5         | Storbritannien | 1    | 5    | 0      | 5     |
| 6         | Kina           | 1    | 2    | 3      | 6     |
| 7         | Canada         | 1    | 1    | 4      | 6     |
| 8         | Sverige        | 1    | 1    | 1      | 3     |
| 9         | Italien        | 1    | 0    | 2      | 3     |
| 10        | Danmark        | 1    | 0    | 1      | 2     |
| 10        | Spanien        | 1    | 0    | 1      | 2     |
| 12        | Kasakhstan     | 1    | 0    | 0      | 1     |
| 12        | Singapore      | 1    | 0    | 0      | 1     |
| 14        | Sydafrika      | 0    | 3    | 0      | 3     |
| 15        | Rusland        | 0    | 2    | 2      | 4     |
| 16        | Frankrig       | 0    | 2    | 0      | 2     |
| 17        | Belgien        | 0    | 1    | 0      | 1     |
| 18        | Hviderusland   | 0    | 0    | 1      | 1     |
| Total     | Total          | 32   | 32   | 31     | 95    |

## Konkurrencer
Konkurrencen bestod i alt af 34 discipliner (17 for både damer og herrer), inklusiv de to 10 km Maraton i åben vand. Følgende discipliner blev gennemført i det 50 meter lange olympiske bassin:
- Fri: 50 m, 100 m, 200 m, 400 m, 800 m (damer) og 1500 m (herrer);
- Ryg: 100 m og 200 m;
- Bryst: 100 m og 200 m;
- Butterfly: 100 m og 200 m;
- Individuel Medley: 200 m og 400 m;
- Holdkap: 4×100 m fri, 4×200 m fri; 4×100 m medley
- Maraton: 10 km

## Tidsplan
Svømning i bassin blev gennemført i to segmenter. Om eftermiddagen blev de indledende heats svømmet mens semifinaler og finaler blev svømmet om aftenen.
| H | Heats | ½ | Semifinaler | F | Finaler |

| Dato →                  | Lør 6 | Lør 6 | Søn 7 | Søn 7 | Man 8 | Man 8 | Tir 9 | Tir 9 | Ons 10 | Ons 10 | Tor 11 | Tor 11 | Fre 12 | Fre 12 | Lør 13 | Lør 13 | Tir 16 | Tir 16 |
| Konkurrence ↓           | E     | A     | E     | A     | E     | A     | E     | A     | E      | A      | E      | A      | E      | A      | E      | A      | E      | A      |
| ----------------------- | ----- | ----- | ----- | ----- | ----- | ----- | ----- | ----- | ------ | ------ | ------ | ------ | ------ | ------ | ------ | ------ | ------ | ------ |
| 50 m fri                |       |       |       |       |       |       |       |       |        |        | H      | ½      |        | F      |        |        |        |        |
| 100 m fri               |       |       |       |       |       |       | H     | ½     |        | F      |        |        |        |        |        |        |        |        |
| 200 m fri               |       |       | H     | ½     |       | F     |       |       |        |        |        |        |        |        |        |        |        |        |
| 400 m fri               | H     | F     |       |       |       |       |       |       |        |        |        |        |        |        |        |        |        |        |
| 1500 m fri              |       |       |       |       |       |       |       |       |        |        |        |        | H      |        |        | F      |        |        |
| 100 m ryg               |       |       | H     | ½     |       | F     |       |       |        |        |        |        |        |        |        |        |        |        |
| 200 m ryg               |       |       |       |       |       |       |       |       | H      | ½      |        | F      |        |        |        |        |        |        |
| 100 m bryst             | H     | ½     |       | F     |       |       |       |       |        |        |        |        |        |        |        |        |        |        |
| 200 m bryst             |       |       |       |       |       |       | H     | ½     |        | F      |        |        |        |        |        |        |        |        |
| 100 m butterfly         |       |       |       |       |       |       |       |       |        |        | H      | ½      |        | F      |        |        |        |        |
| 200 m butterfly         |       |       |       |       | H     | ½     |       | F     |        |        |        |        |        |        |        |        |        |        |
| 200 m individuel medley |       |       |       |       |       |       |       |       | H      | ½      |        | F      |        |        |        |        |        |        |
| 400 m individuel medley | H     | F     |       |       |       |       |       |       |        |        |        |        |        |        |        |        |        |        |
| 4x100 m fri             |       |       | H     | F     |       |       |       |       |        |        |        |        |        |        |        |        |        |        |
| 4x200 m fri             |       |       |       |       |       |       | H     | F     |        |        |        |        |        |        |        |        |        |        |
| 4x100 m medley          |       |       |       |       |       |       |       |       |        |        |        |        | H      |        |        | F      |        |        |
| maraton 10 km           |       |       |       |       |       |       |       |       |        |        |        |        |        |        |        |        | F      |        |

| Dato →                  | Lør 6 | Lør 6 | Søn 7 | Søn 7 | Man 8 | Man 8 | Tir 9 | Tir 9 | Ons 10 | Ons 10 | Tor 11 | Tor 11 | Fre 12 | Fre 12 | Lør 13 | Lør 13 | Tir 16 | Tir 16 |
| Konkurrence ↓           | E     | A     | E     | A     | E     | A     | E     | A     | E      | A      | E      | A      | E      | A      | E      | A      | E      | A      |
| ----------------------- | ----- | ----- | ----- | ----- | ----- | ----- | ----- | ----- | ------ | ------ | ------ | ------ | ------ | ------ | ------ | ------ | ------ | ------ |
| 50 m fri                |       |       |       |       |       |       |       |       |        |        |        |        | H      | ½      |        | F      |        |        |
| 100 m fri               |       |       |       |       |       |       |       |       | H      | ½      |        | F      |        |        |        |        |        |        |
| 200 m fri               |       |       |       |       | H     | ½     |       | F     |        |        |        |        |        |        |        |        |        |        |
| 400 m fri               |       |       | H     | F     |       |       |       |       |        |        |        |        |        |        |        |        |        |        |
| 800 m fri               |       |       |       |       |       |       |       |       |        |        | H      |        |        | F      |        |        |        |        |
| 100 m ryg               |       |       | H     | ½     |       | F     |       |       |        |        |        |        |        |        |        |        |        |        |
| 200 m ryg               |       |       |       |       |       |       |       |       |        |        | H      | ½      |        | F      |        |        |        |        |
| 100 m bryst             |       |       | H     | ½     |       | F     |       |       |        |        |        |        |        |        |        |        |        |        |
| 200 m bryst             |       |       |       |       |       |       |       |       | H      | ½      |        | F      |        |        |        |        |        |        |
| 100 m butterfly         | H     | ½     |       | F     |       |       |       |       |        |        |        |        |        |        |        |        |        |        |
| 200 m butterfly         |       |       |       |       |       |       | H     | ½     |        | F      |        |        |        |        |        |        |        |        |
| 200 m individuel medley |       |       |       |       | H     | ½     |       | F     |        |        |        |        |        |        |        |        |        |        |
| 400 m individuel medley | H     | F     |       |       |       |       |       |       |        |        |        |        |        |        |        |        |        |        |
| 4x100 m fri             | H     | F     |       |       |       |       |       |       |        |        |        |        |        |        |        |        |        |        |
| 4x200 m fri             |       |       |       |       |       |       |       |       | H      | F      |        |        |        |        |        |        |        |        |
| 4x100 m medley          |       |       |       |       |       |       |       |       |        |        |        |        | H      |        |        | F      |        |        |
| maraton 10 km           |       |       |       |       |       |       |       |       |        |        |        |        |        |        |        |        | F      |        |

## Resultater

### Herrer
| Event                   | Guld | Guld       | Sølv | Sølv       | Bronze | Bronze    |
| ----------------------- | --- | ---------- | --- | ---------- | --- | --------- |
| 50 m fri                | Anthony Ervin · USA | 21.40      | Florent Manaudou · Frankrig | 21.41      | Nathan Adrian · USA | 21.49     |
| 100 m fri               | Kyle Chalmers · Australien | 47.58 'WJR | Pieter Timmers · Belgien | 47.80 NR   | Nathan Adrian · USA | 47.85     |
| 200 m fri               | Sun Yang · Kina | 1:44.65    | Chad le Clos · Sydafrika | 1:45.20 AF | Conor Dwyer · USA | 1:45.23   |
| 400 m fri               | Mack Horton · Australien | 3:41.55    | Sun Yang · Kina | 3:41.68    | Gabriele Detti · Italien | 3:43.69   |
| 1500 m fri              | Gregorio Paltrinieri · Italien | 14:34.57   | Connor Jaeger · USA | 14:39.48   | Gabriele Detti · Italien | 14:40.86  |
|                         | |            | |            | |           |
| 100 m ryg               | Ryan Murphy · USA | 51.97 OR   | Xu Jiayu · Kina | 52.31      | David Plummer · USA | 52.40     |
| 200 m ryg               | Ryan Murphy · USA | 1:53.62    | Mitch Larkin · Australien | 1:53.96    | Evgeny Rylov · Rusland | 1:53.97   |
|                         | |            | |            | |           |
| 100 m bryst             | Adam Peaty · Storbritannien | 57.13 WR   | Cameron van der Burgh · Sydafrika | 58.69      | Cody Miller · USA | 58.87 AM  |
| 200 m bryst             | Dmitrij Balandin · Kasakhstan | 2:07.46 NR | Josh Prenot · USA | 2:07.53    | Anton Tjupkov · Rusland | 2:07.70   |
|                         | |            | |            | |           |
| 100 m butterfly         | Joseph Schooling · Singapore | 50.39      | Michael Phelps · USA · Chad le Clos · Sydafrika · László Cseh · Ungarn                                                                          | 51.14      | Ikke overrakt, da der var tre sølvmedaljevindere                                                                                  |           |
| 200 m butterfly         | Michael Phelps · USA | 1:53.36    | Masato Sakai · Japan | 1:53.40    | Tamás Kenderesi · Ungarn | 1:53.62   |
|                         | |            | |            | |           |
| 200 m individuel medley | Michael Phelps · USA | 1:54.66    | Kosuke Hagino · Japan | 1:56.61    | Wang Shun · Kina | 1:57.05   |
| 400 m individuel medley | Kosuke Hagino · Japan | 4:06.05    | Chase Kalisz · USA | 4:06.75    | Daiya Seto · Japan | 4:09.71   |
|                         | |            | |            | |           |
| 4x100 m fri             | USA · Caeleb Dressel (48.10) · Michael Phelps (47.12) · Ryan Held (47.73) · Nathan Adrian (46.97) · Jimmy Feigen · Blake Pieroni · Anthony Ervin                                                | 3:09.92    | Frankrig · Mehdy Metella (48.08) · Fabien Gilot (48.20) · Florent Manaudou (47.14) · Jérémy Stravius (47.11) · Clément Mignon · William Meynard | 3:10.53    | Australien · James Roberts (48.88) · Kyle Chalmers (47.38) · James Magnussen (48.11) · Cameron McEvoy (47.00) · Matthew Abood     | 3:11.37   |
| 4x200 m fri             | USA · Conor Dwyer (1:45.23) · Townley Haas (1:44.14) · Ryan Lochte (1:46.03) · Michael Phelps (1:45.26) · Clark Smith · Jack Conger · Gunnar Bentz                                              | 7:00.66    | Storbritannien · Stephen Milne (1:46.97) · Duncan Scott (1:45.05) · Daniel Wallace (1:46.26) · James Guy (1:44.85) · Robbie Renwick             | 7:03.13 NR | Japan · Kosuke Hagino (1:45.34) · Naito Ehara (1:46.11) · Yuki Kobori (1:45.71) · Takeshi Matsuda (1:46.34)                       | 7:03.50   |
| 4x100 m medley          | \|valign=top\| USA (USA) · Ryan Murphy (51.85) · Cody Miller (59.03) · Michael Phelps (50.33) · Nathan Adrian (46.74) · David Plummer[a] · Kevin Cordes[a] · Tom Shields[a] · Caeleb Dressel[a] | 3:27.95    | Storbritannien (GBR) · Chris Walker-Hebborn (53.68) · Adam Peaty (56.59) · James Guy (51.35) · Duncan Scott (47.62)                             | 3:29.24    | Australien (AUS) · Mitch Larkin (53.19) · Jake Packard (58.84) · David Morgan (51.18) · Kyle Chalmers (46.72) · Cameron McEvoy[a] | 3:29.93   |
|                         | |            | |            | |           |
| Maraton 10 km           | Ferry Weertman · Holland | 1:52:59.8  | Spyridon Gianniotis · Grækenland | 1:52:59.8  | Marc-Antoine Olivier · Frankrig                                                                                                   | 1:53:02.0 |

### Damer
| Event | Guld | Guld                          | Sølv | Sølv                             | Bronze | Bronze     |
| --- | --- | ----------------------------- | --- | -------------------------------- | --- | ---------- |
| 50 m fri | Pernille Blume · Danmark | 24.07                         | Simone Manuel · USA | 24.09                            | Aljaksandra Herasimenja · Hviderusland | 24.11      |
| 100 m fri | Simone Manuel · USAPenny Oleksiak · Canada | 52.70 OR, AM52.70 OR, WJR, AM | Ikke uddelt fordi to vandt guld. | Ikke uddelt fordi to vandt guld. | Sarah Sjöström · Sverige | 52.99      |
| 200 m fri | Katie Ledecky · USA | 1:53.73                       | Sarah Sjöström · Sverige | 1:54.08 NR                       | Emma McKeon · Australien | 1:54.92    |
| 400 m fri | Katie Ledecky · USA | 3:56.46 WR                    | Jazmin Carlin · Storbritannien | 4:01.23                          | Leah Smith · USA | 4:01.92    |
| 800 m fri | Katie Ledecky · USA | 8:04.79 VR                    | Jazmin Carlin · Storbritannien | 8:16.17                          | Boglárka Kapás · Ungarn | 8:16.37 NR |
| | |                               | |                                  | |            |
| 100 m ryg | Katinka Hosszú · Ungarn | 58.45                         | Kathleen Baker · USA | 58.75                            | Kylie Masse · Canada · Fu Yuanhui · Kina | 58.76      |
| 200 m ryg | Maya DiRado · USA | 2:05.99                       | Katinka Hosszú · Ungarn | 2:06.05                          | Hilary Caldwell · Canada | 2:07.54    |
| | |                               | |                                  | |            |
| 100 m bryst | Lilly King · USA | 1:04.93 OR                    | Julija Jefimova · Rusland | 1:05.50                          | Katie Meili · USA | 1:05.69    |
| 200 m bryst | Rie Kaneto · Japan | 2:20.30                       | Yulia Efimova · Rusland | 2:21.97                          | Shi Jinglin · Kina | 2:22.28    |
| | |                               | |                                  | |            |
| 100 m butterfly | Sarah Sjöström · Sverige | 55.48 WR                      | Penny Oleksiak · Canada | 56.46 WJR, NR                    | Dana Vollmer · USA | 56.63      |
| 200 m butterfly | Mireia Belmonte García · Spanien | 2:04.85                       | Madeline Groves · Australien | 2:04.88                          | Natsumi Hoshi · Japan | 2:05.20    |
| | |                               | |                                  | |            |
| 200 m individuel medley | Katinka Hosszú · Ungarn | 2:06.58 OR                    | Siobhan-Marie O'Connor · Storbritannien | 2:06.88                          | Maya DiRado · USA | 2:08.79    |
| 400 m individuel medley | Katinka Hosszú · Ungarn | 4:26.36 WR                    | Maya DiRado · USA | 4:31.15                          | Mireia Belmonte García · Spanien | 4:32.39    |
| | |                               | |                                  | |            |
| 4x100 m fri | Australien · Emma McKeon (53.41) · Brittany Elmslie (53.12) · Bronte Campbell (52.15) · Cate Campbell (51.97) · Madison Wilson                                                       | 3:30.65 WR                    | USA · Simone Manuel (53.36) · Abbey Weitzeil (52.56) · Dana Vollmer (53.18) · Katie Ledecky (52.79) · Amanda Weir · Lia Neal · Allison Schmitt                                   | 3:31.89 AM                       | Canada · Sandrine Mainville (53.86) · Chantal van Landeghem (53.12) · Taylor Ruck (53.19) · Penny Oleksiak (52.72) · Michelle Williams             | 3:32.89 NR |
| 4x200 m fri | USA · Allison Schmitt (1:56.21) · Leah Smith (1:56.69) · Maya DiRado (1:56.39) · Katie Ledecky (1:53.74) · Missy Franklin · Melanie Margalis · Cierra Runge                          | 7:43.03                       | Australien · Leah Neale (1:57.95) · Emma McKeon (1:54.64) · Bronte Barratt (1:55.81) · Tamsin Cook (1:56.47) · Jessica Ashwood                                                   | 7:44.87                          | Canada · Katerine Savard (1:57.91) · Taylor Ruck (1:56.18) · Brittany MacLean (1:56.36) · Penny Oleksiak (1:54.94) · Kennedy Goss · Emily Overholt | 7:45.39 NR |
| 4x100 m medley | USA (USA) · Kathleen Baker (59.00) · Lilly King (1:05.70) · Dana Vollmer (56.00) · Simone Manuel (52.43) · Olivia Smoliga[b] · Katie Meili[b] · Kelsi Worrell[b] · Abbey Weitzeil[b] | 3:53.13                       | Australien (AUS) · Emily Seebohm (58.83) · Taylor McKeown (1:07.05) · Emma McKeon (56.95) · Cate Campbell (52.17) · Madison Wilson[b] · Madeline Groves[b] · Brittany Elmslie[b] | 3:55.00                          | Danmark (DEN) · Mie Nielsen (58.75) · Rikke Møller Pedersen (1:06.62) · Jeanette Ottesen (56.43) · Pernille Blume (53.21)                          | 3:55.01 ER |
| | |                               | |                                  | |            |
| 10 km åbent vand | Sharon van Rouwendaal · Holland | 1:56:32.1                     | Rachele Bruni · Italien | 1:56:49.5                        | Poliana Okimoto · Brasilien | 1:56:51.4  |
| AF Afrikansk rekord \| AM Nord- og Sydamerikansk rekord \| AS Asian rekord \| ER Europæisk rekord \| OC Oceanisk rekord \| OR Olympisk rekord \| WJR Junior verdensrekord \| WR Verdensrekord NR National rekord (Enhver verdensrekord er også en Olympisk, verdensparts og nationalrekord. Områderekorder (for kontinentale regioner) er også nationale rekorder.) | |                               | |                                  | |            |

^ Svømmere der kun deltog i indledende heats og modtog medaljer.